# Deidameia (Tochter des Lykomedes)

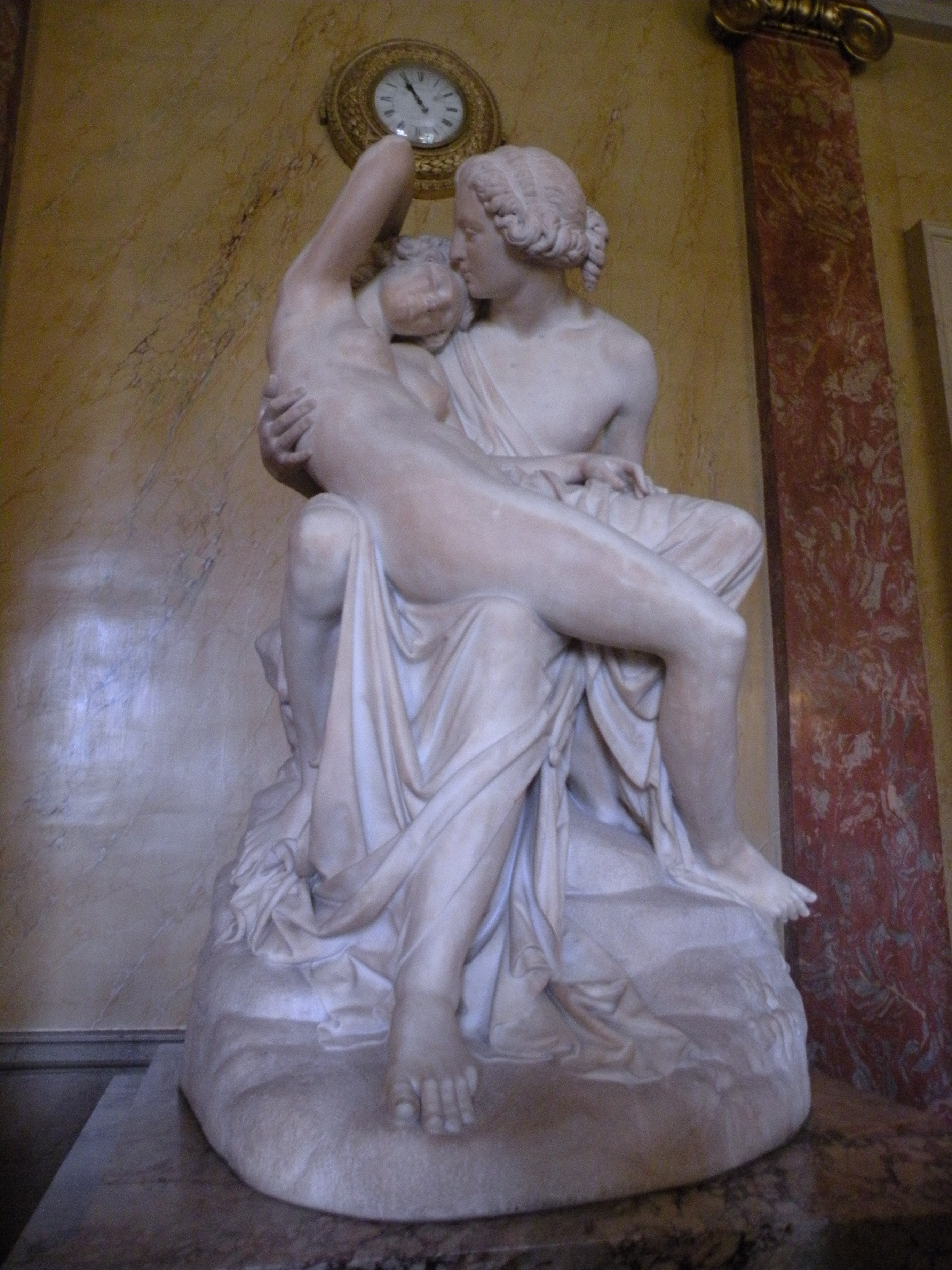
Joseph Pollet: Achilles und Deidameia (1854)

Deidameia  (altgriechisch Δηιδάμεια Dēidámeia) ist eine Figur der griechischen Mythologie. Mit Achilleus hatte sie den gemeinsamen Sohn Neoptolemos.
Sie war die Tochter des Königs Lykomedes, des Königs von Skyros, bei dessen Töchtern Thetis ihren Sohn Achilleus als Mädchen verkleidet versteckte, damit er nicht in den Trojanischen Krieg ziehen müsse.